# Oxiplumboromeïta
L'oxiplumboromeïta és un mineral de la classe dels òxids que pertany al grup romeïta.
L'oxiplumboromeïta és un òxid de plom i antimoni, l'anàleg de plom de l'oxicalcioromeïta. Podria incloure gran part del material comú, però poc estudiat, conegut com a bindheimita. Cristal·litza en el sistema cúbic, formant grans arrodonits, i més rarament octàedres imperfectes. També s'hi pot trobar en hàbit terrós. La seva duresa a l'escala de Mohs és de 5. Forma una sèrie de solució sòlida amb la fluorcalcioromeïta.
Segons la classificació de Nickel-Strunz, l'oxiplumboromeïta pertany a «04.DH: Òxids amb proporció metall:oxigen = 1:2 i similars, amb cations grans (+- mida mitjana); plans que comparteixen costats d'octàedres» juntament amb els següents minerals: brannerita, ortobrannerita, thorutita, kassita, lucasita-(Ce), betafita, jixianita, hidropiroclor, fluornatromicrolita, hidrokenoelsmoreïta, bismutostibiconita, monimolita, cuproromeïta, stetefeldtita, estibiconita, rosiaïta, zirconolita, liandratita, petscheckita, ingersonita i pittongita.
Als territoris de parla catalana ha estat descrita a la mina Alforja (Alforja, Baix Camp), a la mina San Miguel (Ribes de Freser, Ripollès), a la mina de Les Ferreres (Camprodon, Ripollès), i a la mina «Iris 18» d'Escornalbou, a Riudecanyes (Baix Camp, Tarragona).